# Segunda Semana Mundial de las Naciones Unidas para la Seguridad Vial
La Asamblea General de las Naciones Unidas proclamó la semana del 6 al 12 de mayo de 2013 Semana Mundial de las Naciones Unidas para la Seguridad Vial.

## Celebración
La Asamblea General de las Naciones Unidas proclamó la semana del 6 al 12 de mayo de 2013 Semana Mundial de las Naciones Unidas para la Seguridad Vial.

La Segunda Semana Mundial de las Naciones Unidas para la Seguridad Vial, que se celebrará del 6 al 12 de mayo de 2013, ofrece una oportunidad única para llamar la atención hacia la seguridad de los peatones. Esa semana contribuirá a generar intervenciones con relación a medidas que permitan aumentar la seguridad de los peatones y alcanzar el objetivo del Decenio de Acción para la Seguridad Vial 2011-2020 para salvar cinco millones de vidas.
Organización Mundial de la Salud